# Łazisko (Nida)
Łazisko – część wsi Nida w Polsce położona w województwie świętokrzyskim, w powiecie kieleckim, w gminie Morawica.
W latach 1975–1998 miejscowość administracyjnie należała do województwa kieleckiego.